# Bandai Namco Pictures
Bandai Namco Pictures (株式会社バンダイナムコピクチャーズ?, Bandai Namuko Pikuchāzu), anche conosciuta come BN Pictures o BNP (abbreviazione anche di Brand-New) è uno studio di animazione giapponese fondato nell'aprile del 2015 con sede a Suginami in Tokyo da Bandai Namco Holdings con lo scopo di sviluppare le proprietà intellettuali appartenenti al gruppo Bandai Namco, oltre  ad occuparsi anche dello sviluppo di anime di terze parti.

## Storia

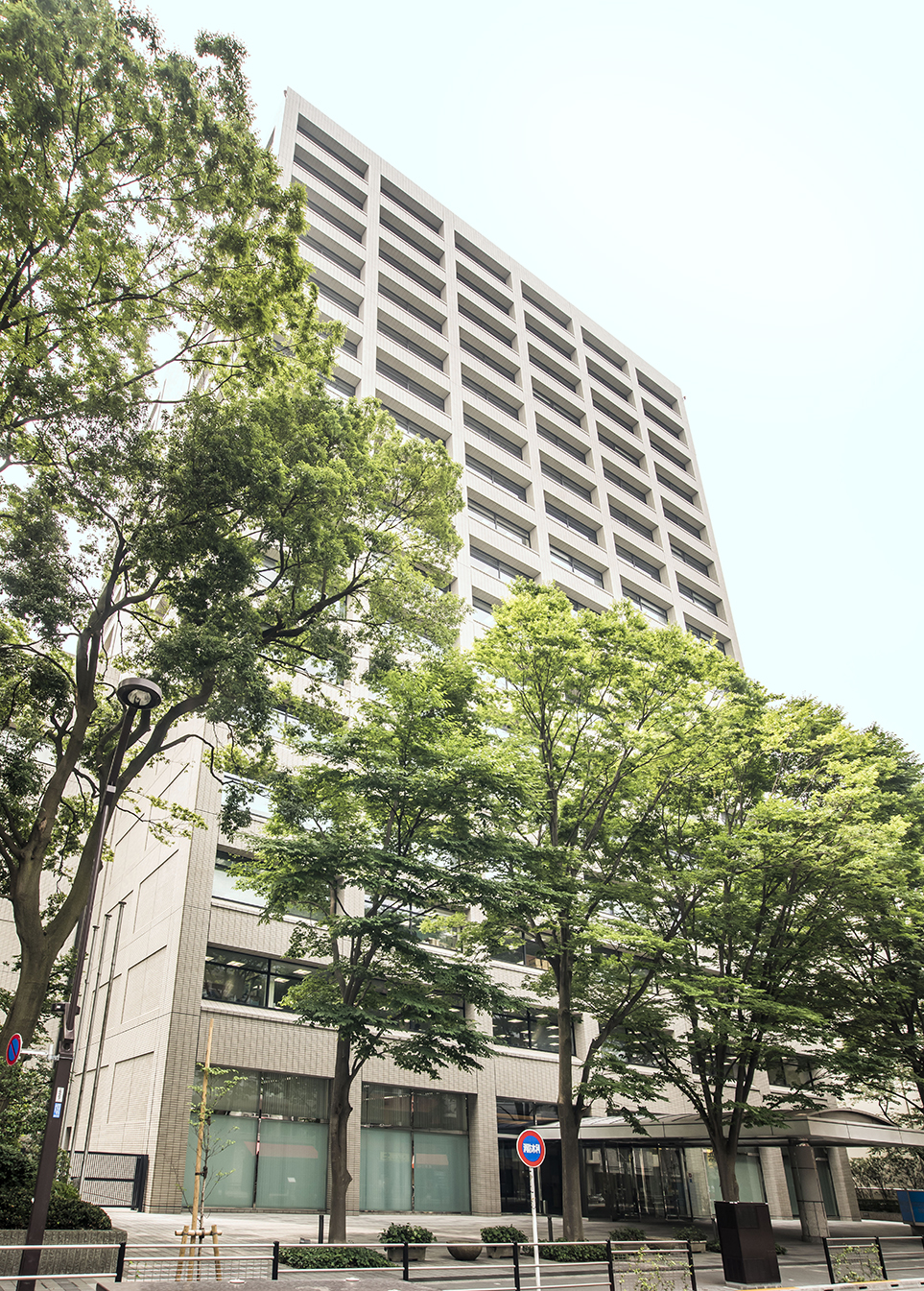
Sede dello studio.

Bandai Namco Pictures è stata fondata nell'aprile 2015 come parte di un piano di gestione di Bandai Namco Holdings per ristrutturarsi e concentrarsi sulla creazione di nuove proprietà intellettuali e sullo sviluppo di quelle esistenti. L'azienda ha ereditato le produzioni dello studio Sunrise destinate a bambini e famiglie come Aikatsu! e Gintama. Guidata da Masayuki Ozaki, all'epoca direttore rappresentante di Sunrise, Bandai Namco Pictures è stata incaricata di concentrare le proprie risorse sulla creazione di nuove serie e personaggi commercializzabili con tempi di pianificazione e sviluppo più rapidi per soddisfare le richieste di mercato.
Nel tentativo di soddisfare e adempiere a tali obblighi, lo studio ha iniziato le sue operazioni nell'aprile 2015 a Nerima, con la prima serie animata, Aikatsu!, ripresa dall'episodio 127 della serie che fino ad una settimana prima era prodotta sotto Sunrise. Bandai Namco Pictures ha anche intrapreso progetti originali, come la serie in stop-motion Milpom, e franchise multimediali come Dream Festival!, realizzato in collaborazione con Bandai Namco Entertainment nel 2016. Sebbene si concentri principalmente su serie e personaggi destinati a un pubblico di bambini e famiglie, l'azienda ha prodotto anche opere per un pubblico più adulto come Tiger & Bunny.
Nel 2018, Bandai Namco Pictures ha aperto uno studio a Osaka, il Bandai Namco Pictures Osaka Studio, con l'obiettivo di digitalizzare la produzione di animazioni per ridurre i tempi di realizzazione. L'azienda sperava che il successo dello studio di Osaka potesse portare all'apertura di ulteriori sedi in Giappone e all'estero. Nel 2019, Bandai Namco Pictures ha acquisito Studio Dub, uno studio di animazione fondato da ex animatori di Sunrise con lo scopo di subappaltare animazioni, integrandolo come Bandai Namco Pictures Iwaki.
La sede attuale dello studio è situata a Suginami in Tokyo, nello stesso edificio di Bandai Namco Filmworks, l'azienda che detiene il 100% del controllo su Bandai Namco Pictures.

## Produzioni

### Serie TV

Logo dell'anime Welcome to Demon School! Iruma-kun.

| Titolo                                                                                | Inizio prima visione | Fine prima visione | Episodi | Note e fonti         |
| ------------------------------------------------------------------------------------- | -------------------- | ------------------ | ------- | -------------------- |
| Battle Spirits - Burning Soul                                                         | 1 aprile 2015        | 30 marzo 2016      | 51      | [ 12 ]               |
| Aikatsu!                                                                              | 2 aprile 2015        | 31 marzo 2016      | 52      | [ N 1 ] [ 5 ] [ 12 ] |
| Tribe Cool Crew                                                                       | 5 aprile 2015        | 4 ottobre 2015     | 26      | [ N 2 ] [ 12 ]       |
| Gintama°                                                                              | 8 aprile 2015        | 30 marzo 2016      | 51      | [ 12 ]               |
| Brave Beats                                                                           | 6 ottobre 2015       | 27 marzo 2016      | 22      | [ 12 ]               |
| Battle Spirits - Double Drive                                                         | 6 aprile 2016        | 29 marzo 2017      | 51      | [ 12 ]               |
| Aikatsu Stars!                                                                        | 7 aprile 2016        | 29 marzo 2018      | 100     | [ 12 ]               |
| Heybot!                                                                               | 18 settembre 2016    | 24 settembre 2017  | 50      | [ 12 ]               |
| Gintama.                                                                              | 8 gennaio 2017       | 26 marzo 2017      | 13      | [ 12 ]               |
| Gintama. Porori-hen                                                                   | 1 ottobre 2017       | 24 dicembre 2017   | 13      | [ 13 ]               |
| ClassicaLoid (2nd season)                                                             | 7 ottobre 2017       | 24 marzo 2018      | 25      | [ 12 ]               |
| Gintama. Shirogane no Tamashii-hen                                                    | 7 gennaio 2018       | 7 ottobre 2018     | 26      | [ N 3 ] [ 14 ]       |
| Aikatsu Friends!                                                                      | 5 aprile 2018        | 26 settembre 2019  | 76      | [ 12 ]               |
| B-PROJECT～Zecchō＊Emotion～                                                          | 11 gennaio 2019      | 29 marzo 2019      | 12      | [ 12 ]               |
| Aikatsu on Parade!                                                                    | 5 ottobre 2019       | 28 marzo 2020      | 25      | [ 12 ]               |
| Welcome to Demon School! Iruma-kun                                                    | 5 ottobre 2019       | 7 marzo 2020       | 23      | [ 12 ]               |
| Motto! Majime ni Fumajime Kaiketsu Zorori                                             | 5 aprile 2020        | 8 novembre 2020    | 25      | [ N 4 ] [ 12 ]       |
| Saikyou Kamizmode                                                                     | 9 ottobre 2020       | 9 aprile 2021      | 26      | [ 12 ]               |
| Aikatsu Planet!                                                                       | 10 gennaio 2021      | 27 giugno 2021     | 25      | [ N 5 ] [ 12 ]       |
| Motto! Majime ni Fumajime Kaiketsu Zorori (2nd season)                                | 2 aprile 2021        | 22 ottobre 2021    | 25      | [ N 4 ] [ 15 ]       |
| Cestvs: The Roman Fighter                                                             | 15 aprile 2021       | 24 giugno 2021     | 11      | [ N 6 ] [ 12 ]       |
| Welcome to Demon School! Iruma-kun (seconda stagione)                                 | 17 aprile 2021       | 11 settembre 2021  | 21      | [ 12 ]               |
| Birdie Wing: Golf Girls' Story                                                        | 6 aprile 2022        | 29 giugno 2022     | 13      | [ 12 ]               |
| Motto! Majime ni Fumajime Kaiketsu Zorori (3rd season)                                | 6 aprile 2022        | 21 settembre 2022  | 25      | [ N 4 ] [ 16 ]       |
| Raven of the Inner Palace                                                             | 1 ottobre 2022       | 24 dicembre 2022   | 13      | [ 12 ]               |
| Welcome to Demon School! Iruma-kun (terza stagione)                                   | 8 ottobre 2022       | 4 marzo 2023       | 21      | [ 12 ]               |
| Malevolent Spirits: Mononogatari                                                      | 10 gennaio 2023      | 28 marzo 2023      | 12      | [ 12 ]               |
| Birdie Wing: Golf Girls' Story (2nd season)                                           | 8 aprile 2023        | 24 giugno 2023     | 12      | [ 12 ]               |
| Malevolent Spirits: Mononogatari (2nd season)                                         | 4 luglio 2023        | 19 settembre 2023  | 12      | [ 12 ]               |
| Wistoria: Wand and Sword                                                              | 7 luglio 2024        | 29 settembre 2024  | 12      | [ N 7 ] [ 12 ]       |
| A-Rank Party wo Ridatsu shita Ore wa, Moto Oshiego-tachi to Meikyuu Shinbu wo Mezasu. | 12 gennaio 2025      | -                  | -       | [ 12 ]               |
| Mashin Genesis Wataru                                                                 | 12 gennaio 2025      | -                  | -       | [ 17 ]               |
| Rock wa Lady no Tashinamideshite                                                      | aprile 2025          | -                  | -       | [ 12 ]               |
| 3-Nen Z-Gumi Ginpachi-Sensei                                                          | ottobre 2025         | -                  | -       | [ 12 ]               |
| Shabake                                                                               | 2025                 | -                  | -       | [ 12 ]               |

### Film
| Titolo                                                         | Data di pubblicazione | Note e fonti   |
| -------------------------------------------------------------- | --------------------- | -------------- |
| Aikatsu! Music Awards - The Show Where Everyone Gets an Award! | 22 agosto 2015        | [ 12 ]         |
| Kaiketsu Zorori: Uchū no Yūsha-tachi                           | 12 settembre 2015     | [ N 4 ] [ 12 ] |
| Aikatsu Stars! The Movie                                       | 13 agosto 2016        | [ 12 ]         |
| Aikatsu! The Targeted Magical Aikatsu Card                     | 13 agosto 2016        | [ N 8 ] [ 18 ] |
| Kuma no Gakkou: Patissier Jackie to Ohisama no Sweets          | 25 agosto 2017        | [ 12 ]         |
| Kaiketsu Zorori: ZZ no Himitsu                                 | 22 novembre 2017      | [ N 4 ] [ 12 ] |
| Gintama the Movie: The Final                                   | 8 gennaio 2021        | [ 12 ]         |
| Hula Fulla Dance                                               | 3 dicembre 2021       | [ 12 ]         |
| Aikatsu Planet! The Movie                                      | 15 luglio 2022        | [ 12 ]         |
| Aikatsu! 10th Story ~Mirai e no Starway~                       | 15 luglio 2022        | [ N 9 ] [ 19 ] |
| Kaiketsu Zorori: Lalala Star Tanjō                             | 9 dicembre 2022       | [ N 4 ] [ 12 ] |
| Aikatsu! 10th Story ~Mirai e no Starway~ (full version)        | 20 gennaio 2023       | [ 12 ]         |
| Gintama on Theater 2D: Baragaki-hen                            | 10 novembre 2023      | [ 12 ]         |
| Gintama on Theater 2D: Ikkoku Keisei-hen                       | 21 giugno 2024        | [ 12 ]         |
| Gintama on Theater 2D: Kintama-hen                             | 22 novembre 2024      | [ 12 ]         |

### OAV ed ONA

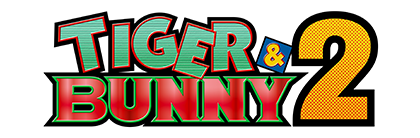
Logo dell'anime Tiger & Bunny 2.

| Titolo                                 | Anno di produzione | Episodi | Note e fonti    |
| -------------------------------------- | ------------------ | ------- | --------------- |
| Milpom! (Pilot)                        | 2015               | 1       | [ 6 ]           |
| Milpom                                 | 2015-2017          | 6       | [ 12 ]          |
| Dream Festival!                        | 2016               | 12      | [ 12 ]          |
| Gintama°: Aizome Kaori-hen             | 2016               | 2       | [ 20 ]          |
| Dream Festival! R                      | 2017               | 12      | [ 12 ]          |
| Tales of the Rays Gekijou              | 2018               | 8       | [ 21 ]          |
| Fight League: Gear Gadget Generators   | 2019               | 26      | [ N 10 ] [ 12 ] |
| Battle Spirits - Saga Brave            | 2019-2020          | 3       | [ 12 ]          |
| Tales of the Rays: Everlasting Destiny | 2019               | 1       | [ 22 ]          |
| Gintama: Monster Strike-hen            | 2019               | 2       | [ 23 ]          |
| Aikatsu on Parade! Dream Story         | 2020               | 6       | [ 24 ]          |
| Battle Spirits - Kakumei no Galette    | 2020-2021          | 5       | [ 12 ]          |
| Gintama: The Semi-Final                | 2021               | 2       | [ 25 ] [ 12 ]   |
| Battle Spirits - Mirage                | 2021               | 2       | [ 12 ]          |
| Tiger & Bunny 2                        | 2022               | 25      | [ N 3 ] [ 12 ]  |

## Loghi

Logo dal 2022.
Logo secondario. Le forme ○, □ e ▷ sono state scelte per rappresentare universalità e diversità, ispirandosi alla loro riconoscibilità globale[2].